# Мускусна черепаха кілевата
Мускусна черепаха кілевата (Sternotherus carinatus) — вид черепах з роду Мускусні черепахи родини Мулові черепахи.

## Опис
Загальна довжина сягає 15 см. Статевий диморфізм спостерігається у розмірах хвоста: у самців він довший. Голова нагадує за формою цибулю. Карапакс округлий, дахоподібною з поздовжнім кілем. Пластрон маленький, овальний. Його передня частка приєднана рухомо, проте, ця рухливість дуже незначна. Має довгу шию, короткі ноги і гострий дзьоб.
Карапакс забарвлений у буро—коричневий колір з чорними плямами по краях кожного щитка. Тіло сіро-коричневого кольору з чорними кров'янистими виділеннями, як і голова

## Спосіб життя
Полюбляє болотисті річки та озера. Харчується молюсками, ракоподібними й водяними рослинами. Прекрасно плавають і багато ходять по дну. Час від часу заповзає на невеличкі острівці або корчі, де гріється на сонці. Це досить територіальні тварини. Активні вранці та у присмерку. 
Самиця відкладає від 2 до 5 яєць у відкриту ямку, не зариваючи їх. Інкубаційний період триває від 100 до 140 діб.

## Розповсюдження
Поширена на південному сході США, у штатах Алабама, Оклахома, Арканзас, Міссісіпі, Техас, Луїзіана.